# Исчезнувшие населённые пункты Ивановской области/Гаврилово-Посадский район
Исчезнувшие населённые пункты Ивановской области/Гаврилово-Посадский район
- Алёшково, Новоселковский с/с, № 483 от 26.10.1964
- Ардамакино, Осановецкий с/с, № 86 от 17.02.1972
- Бараки Кольчугинского химлесхоза, Бережецкий с/с, № 17/9 от 11.11.1979
- Березницы, Осановецкий с/с, № 809 от 9.12.1974
- Брыла, Закомельский с/с, № 86 от 17.02.1972
- Глинищи, Бородинский с/с, № 21/16 от 12.12.1977
- Гольцево, Мальтинский с/с, № 86 от 17.02.1972
- Гончарово, Закомельский с/с, № 86 от 17.02.1972
- Гостево, Шекшовский с/с, № 241 от 30.09.1999
- Грибаново, Новоселковский с/с, № 152 от 17.07.1997
- Грибчиха, Мирславский с/с, № 21/16 от 12.12.1977
- Дешевцы, Петрово-Городищенский с/с, № 21/16 от 12.12.1977
- Деревня-Иван, Бородинский с/с, № 342 от 2.11.1983
- Ескино, Бородинский с/с, № 24 от 17.01.1966
- Жаворонково, Новоселковский с/с, № 20/11 от 15.11.1976
- Зубатово, Бережецкий с/с, № 318 от 22.10.1986
- Карпово, Мирславский с/с, № 21/16 от 12.12.1977
- Конново, Петрово-Городищенский с/с, № 141 от 12.05.1980
- Крапивье, Осановецкий с/с, № 152 от 17.07.1997
- Кощеево, Бородинский с/с, № 20/11 от 15.11.1976
- Кунеево, Мальтинский с/с, № 86 от 17.02.1972
- Курки, Бородинский с/с, № 21/16 от 12.12.1977
- п. Ленинского лесничества, Петрово-Городищенский с/с, № 17/9 от 11.11.1979
- Лесная сторожка Сахарова, Бережецкий с/с, № 86 от 17.02.1972
- Нечаиха, Бережецкий с/с, № 21/16 12.12.1977
- Нечаиха, Порздневская сельская администрация, Закон N 3-ОЗ от 23.01.2002
- п. Откормочного совхоза, Петрово-Городищенский с/с, № 17/9 от 11.11.1979
- Попадкино, Петрово-Городищенский с/с, № 86 от 17.02.1972
- Притыки, Петрово-Городищенский с/с, № 86 от 17.02.1972
- Санцово, Петрово-Городищенский с/с, № 664 от 20.11.1972
- Сватовцы, Бородинский с/с, № 86 от 17.02.1972
- п. Сплавной конторы, Петрово-Городищенский с/с, № 17/9 от 11.11.1979
- Тереховицы, Новоселковский с/с, № 86 от 17.02.1972
- Торки, Бородинский с/с, № 20/11, от 15.11.1976
- п. Торфоболота «Поддубь», Петрово-Городищенский с/с, № 17/9 от 11.11.1979
- п. Участков № 2 и № 6 совхоза «Гаврилово-Посадский», Лычевский с/с, № 86 от 17.02.1972
- Федоровка, Петрово-Городищенский с/с, № 21/16 от 12.12.1977
- Хватково, Бережецкий с/с, № 86 от 17.02.1972
- Шестова, Ярышевский с/с, № 241 от 30.09.1999
- Юкша Большая, Новоселковский с/с, № 21/16 от 12.12.1977
- Юкша Малая, Новоселковский с/с, № 21/16 от 12.12.1977